# Werfer-Brigade 1 (Wehrmacht)
Die Werfer-Brigade 1 war eine deutsche Nebelwerfer-Brigade im Zweiten Weltkrieg.

## Geschichte

### Sonderstab Oberst Niemann und Kommandeur der Nebeltruppe 1
Am 5. März 1942 wurde in Celle, Niedersachsen, im Wehrkreis XI der Sonderstab Oberst Niemann (benannt nach dem späteren Generalmajor Otto Niemann) aufgestellt.
Es folgte die Verlegung auf die Krim mit der Unterstellung zur 11. Armee. Im Mai 1942 wurde die Einheit in Kommandeur der Nebeltruppe 1 umbenannt und diese war an der Eroberung der Halbinsel Kertsch und von Sewastopol beteiligt. Es folgte die Verlegung an die Kaukasusfront mit der Unterstellung zur 1. Panzerarmee mit Kämpfen im Raum Rostow und im Terekgebiet. Ende 1942 mussten die einzelnen Regimenter sich zurückziehen. Mitte 1943 erhielten die beiden nicht mehr kampffähigen Werfer-Regimenter eine Auffrischung im Raum Charkow und es folgte die Teilnahme an Kämpfen am Donez. Im Juli 1943 waren die Regimenter am Unternehmen Zitadelle beteiligt. Anschließend folgte in der Unterstellung bei der 1. Panzerarmee der Einsatz zweier Regimenter an der Mius-Stellung. Es folgten unterschiedliche Unterstellungswechsel der einzelnen Regimentern (2 Regimenter zum II. SS-Panzerkorps; anschließend wiedervereint in der 8. Armee). Von August bis September 1943 war der Großverband an Kämpfen im Gebiet zwischen Charkow und Kiew beteiligt, um Ende 1943/Anfang 1944 an der Schlacht um Kiew und der Schitomir-Berditschewer Operation teilzunehmen. Durch die Verluste und die unterschiedliche Regimentsunterstellungen erfolgte kein geschlossener Brigadeeinsatz, sodass im März 1944 die Umgliederung in die Werfer-Brigade 1 erfolgte.

### Werfer-Brigade 1
Es folgten Einsätze bei der 8. Armee und der 3. Panzerarmee. Die Einheit war überwiegend an der Ostfront gegen die Rote Armee eingesetzt. Im Sommer 1944 nahm der Verband am Unternehmen Doppelkopf teil.
Im November 1944 wurde die Brigade in Volks-Werfer-Brigade 1 umbenannt.

### Volks-Werfer-Brigade 1
Die Brigade nahm Ende 1944/Anfang 1945 dem XIII. und LXVII. Armeekorps der 6. Panzerarmee zugeordnet an der Ardennenoffensive teil.
Die Brigade geriet größtenteils am 8. Mai 1945 auf der Halbinsel Hela in Westpreußen in sowjetische Kriegsgefangenschaft. Ein Teil der Einheit konnte sich noch am 8. Mai 1945 per Schiff nach Schleswig-Holstein einschiffen, aber letztendlich doch nicht der sowjetischen Gefangenschaft entgehen.

## Kommandeure
- Oberst Otto Niemann: bis September 1942
- Generalmajor Hermann Grothe: September 1942 bis zur Auflösung

## Gliederung
Mai 1942
- Schweres Werfer-Regiment 1
- Werfer-Regiment 70
- Werfer-Abteilung 1
- Werfer-Abteilung 4

Juli 1942
- Schweres Werfer-Regiment 1
- Werfer-Regiment 52
- Werfer-Regiment 54
- Werfer-Lehr-Regiment 1 (bis August 1942)

November 1943
- Schweres Werfer-Regiment 1
- Werfer-Regiment 57
- Werfer-Lehr-Regiment 1

März 1944
- Werfer-Regiment 1
- Werfer-Regiment 57